# Litra H
|  | Denne artikel omhandler de to serier af godstogslokomotiver leveret til DSB i 1923, 1926 og 1941. For lokomotiverne leveret til Jysk-Fyenske Jernbaner i 1868-69, se Litra H 37-42 |
Litra H (I) er et dansk damplokomotiv.
Der blev i årene 1923-1926 bygget 12 stk. af dette store lokomotiv. De fik nr. H 789 til H 800.
Lokomotivet er 19,46 meter langt, inkl. tenderen. Og maskinen vejer i køreklar tilstand 80,5 tons og tenderen vejer 50,8 tons. Lokomotivet må køre 70 km/t og kan trække et persontog på 600 tons eller et godstog på 1000 tons. Lokomotivet har hjulstillingen 1D0 T4
Af denne type er H 800 bevaret (Jernbanemuseet).
Litra H (II)
I 1941 blev der leveret en ny type af Litra H, denne blev betegnet Litra H (II). Dette lokomotiv blev der leveret 6 stk. af med nr. H 783-H 788. Lokomotivet er 19,52 meter lang over pufferne inkl. tender, og lokomotivet vejer i køreklar stand 138,3 tons.
Det har en max. hastighed på 80 km/t og kan trække et persontog på 600 tons eller et godstog på 1000 tons.
Hjulstillingen er 1D0 T4
Af denne type er H 783 bevaret. Lokomotivet er under restaurering i Gedser Remise af Dansk Jernbaneklub.
| Jernbane | Spire Denne jernbaneartikel er en spire som bør udbygges. Du er velkommen til at hjælpe Wikipedia ved at udvide den. |